# دفتر کار بدون کاغذ
دفتر بدون کاغذ (یا دفتر بدون کاغذ) یک محیط کاری است که در آن استفاده از کاغذ حذف شده یا به میزان قابل توجهی کاهش یافته است. این کار با تبدیل اسناد و سایر اوراق به شکل دیجیتال انجام می‌شود، فرآیندی که به عنوان دیجیتالی‌سازی شناخته می‌شود. طرفداران ادعا می‌کنند که «بدون کاغذ بودن» می‌تواند در هزینه‌ها صرفه‌جویی کند، بهره‌وری را افزایش دهد، در فضا صرفه‌جویی کند، به اشتراک‌گذاری سندپردازی و اطلاعات را آسان‌تر کند، اطلاعات شخصی را ایمن‌تر نگه دارد و به محیط زیست کمک کند. این مفهوم را می‌توان به ارتباطات خارج از دفتر نیز تعمیم داد.

## تعریف و تاریخچه

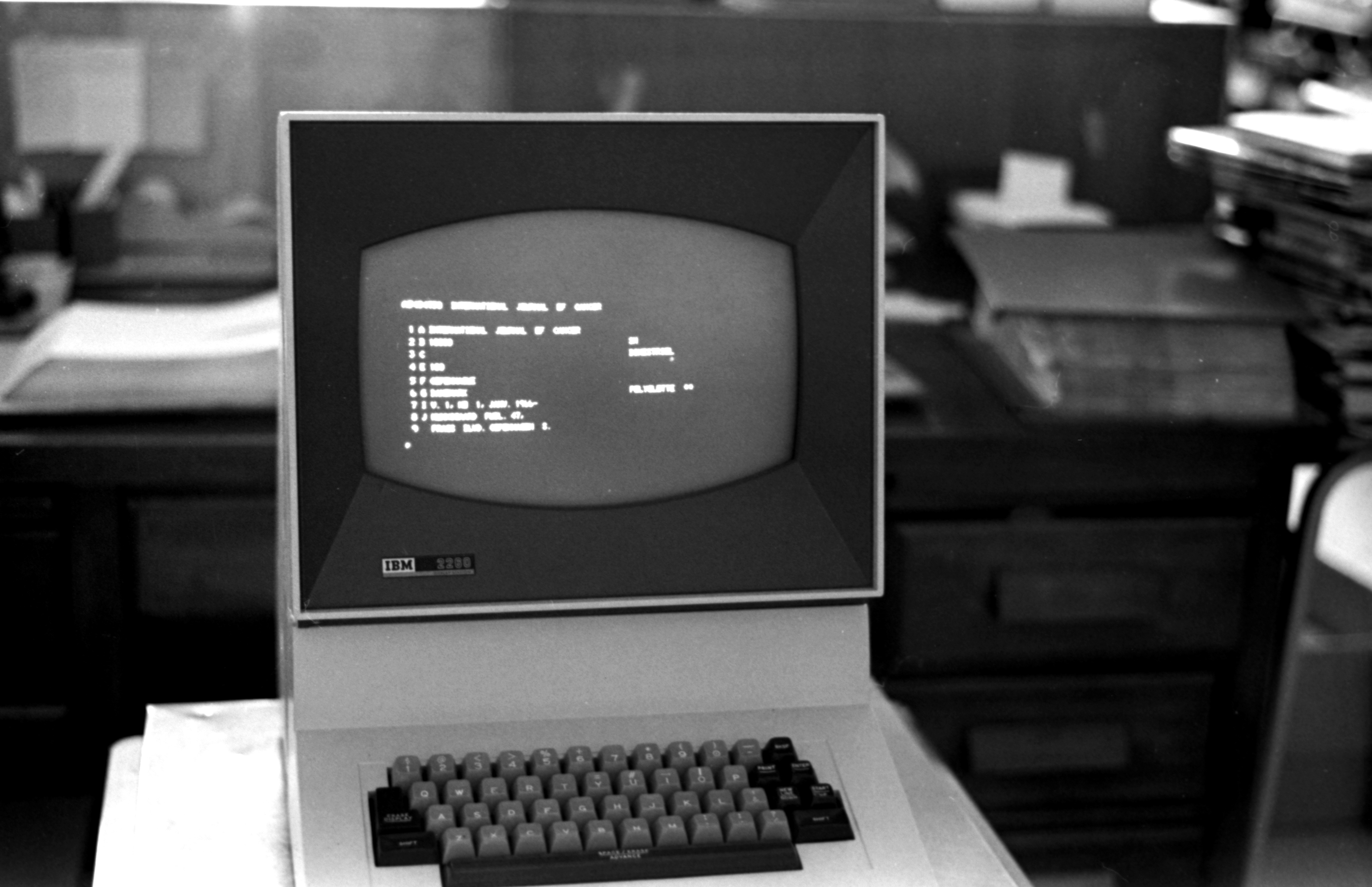
آی‌بی‌ام ۲۲۶۰

«دنیای بدون کاغذ» شعار یک روزنامه‌نگار بود که قصد داشت دفتر کار آینده را توصیف کند. این امر با رواج ترمینال‌های کامپیوتری نمایشگر ویدیویی مانند آی‌بی‌ام ۲۲۶۰ محصول ۱۹۶۴ تسهیل شد. پیش‌بینی اولیه در مورد دفتر کار بدون کاغذ در مقاله‌ای در بلومبرگ بیزنس‌ویک در سال ۱۹۷۵ ارائه شد. ایده این بود که اتوماسیون اداری، کاغذ را برای کارهای روزمره مانند ثبت سوابق و حسابداری زائد می‌کند و با معرفی رایانه شخصی به شهرت رسید. در حالی که پیش‌بینی وجود یک کامپیوتر شخصی روی هر میز به طرز چشمگیری پیشگویانه بود، «دفتر کار بدون کاغذ» این‌طور نبود.
در سال ۱۹۸۳، شرکت مایکروسافت تلاش کرد تا عبارت «دفتر بدون کاغذ» را به عنوان علامت تجاری خود ثبت کند، اما در سال ۱۹۸۴ از این درخواست صرف نظر کرد.
در سال ۲۰۱۹، یک تحلیلگر در نیوزیلند پیشنهاد کرد که هدف مناسب‌تر برای یک دفتر کار می‌تواند «کم‌مصرف» شدن به جای «بدون کاغذ» باشد.
در سال ۲۰۲۲، مدیرعامل فاکسیت، چشم‌انداز شرکت خود از «دفتر کار بدون کاغذ» را به عنوان مزایای اقتصادی و همچنین پایداری به بازار عرضه کرد.
طبق یک تخمین، استفاده جهانی از کاغذ اداری از سال ۱۹۸۰ تا ۲۰۰۰ بیش از دو برابر شده است. این امر به افزایش سهولت تولید اسناد و استفاده گسترده از ارتباطات الکترونیکی نسبت داده شد، که منجر به دریافت تعداد زیادی سند چاپی توسط کاربران شد.
در سال ۲۰۱۴، یک تحلیلگر در ایالات متحده ادعا کرد که «ما در واقع در حال افزایش استفاده از کاغذ هستیم و نرخ رشد سالانه میزان کاغذ تولید شده توسط یک شرکت به‌طور متوسط ۲۵ درصد است. هر روز، حدود ۱ میلیارد فتوکپی تهیه می‌شود.»
در سال ۲۰۲۴، آژانس حفاظت محیط زیست ایالات متحده آمریکا تخمین زد که «هر آمریکایی به‌طور متوسط سالانه بیش از ۷۰۰ پوند کاغذ مصرف می‌کند - بالاترین رقم مصرف سرانه کاغذ در سراسر جهان. در ۲۰ سال گذشته، مصرف محصولات کاغذی در ایالات متحده به ۲۰۸ میلیون تن (از ۹۲ میلیون تن) رسیده است که رشدی ۱۲۶ درصدی را نشان می‌دهد.»
برخی معتقدند که کاغذ همیشه جایگاه خود را خواهد داشت زیرا کاربردهای متفاوتی نسبت به صفحات نمایش دارد، برای مثال با قابلیت دسترسی مطمئن‌تر.

## تأثیر زیست‌محیطی کاغذ
در ایالات متحده آمریکا، طی دوره ۲۰۰۵ تا ۲۰۲۰، میزان انتشار گازهای گلخانه‌ای حوزه ۱ و ۲ از هر تن تولید «محصولات کاغذی و چوبی» ۲۴٫۱ درصد کاهش یافته است. پیش‌بینی می‌شود تا سال ۲۰۳۰، بهبودهای قابل توجه بیشتری در شدت کربن صنعت کاغذ و محصولات چوبی ایجاد شود.
در سال ۲۰۲۴، آژانس حفاظت محیط زیست ایالات متحده آمریکا (EPA) اظهار داشت که «مصرف کاغذ تأثیرات زیست‌محیطی و بهداشت عمومی دارد. صنعت خمیر و کاغذ پنجمین مصرف‌کننده بزرگ انرژی است که ۴٪ از کل مصرف انرژی جهان را تشکیل می‌دهد. سهم کاغذ در زباله‌های جامد شهری از نظر وزنی ۳۵٪ است.»
در سال ۲۰۰۳، مؤسسه بین‌المللی محیط زیست و توسعه خاطرنشان کرد که «دو دیدگاه کاملاً متضاد در مورد مصرف کاغذ وجود دارد. به‌طور کلی، کسب‌وکارها استدلال می‌کنند که استفاده از کاغذ می‌تواند از نظر زیست‌محیطی کارآمد باشد و نباید هیچ محدودیتی برای مصرف آن تعیین شود. از سوی دیگر، گروه‌های زیست‌محیطی و اجتماعی استدلال می‌کنند که چنین بهره‌وری زیست‌محیطی می‌تواند مفید باشد، اما این برای پاسخ به برخی از خواسته‌های اخلاقی برای بهره‌برداری محدود از منابع طبیعی جهان کافی نخواهد بود.»

## تأثیر زیست‌محیطی لوازم الکترونیکی
یک محیط کاری بدون کاغذ نیازمند زیرساختی از قطعات الکترونیکی است تا تولید، انتقال و ذخیره اطلاعات را امکان‌پذیر سازد. صنعتی که این اجزا را تولید می‌کند، یکی از کم‌ثبات‌ترین و آسیب‌رسان‌ترین بخش‌های جهان به محیط زیست است. فرایند تولید سخت‌افزار الکترونیکی شامل استخراج فلزات گرانبها و تولید پلاستیک در مقیاس صنعتی است. انتقال و ذخیره داده‌های دیجیتال توسط مراکز داده تسهیل می‌شود که مقادیر قابل توجهی از برق یک کشور میزبان را مصرف می‌کنند.

## حذف کاغذ از طریق اتوماسیون و اتوماسیون فرم‌های الکترونیکی
نیاز به کاغذ با استفاده از سیستم‌های آنلاین، مانند جایگزینی کارت‌های فهرست و رولودکس‌ها با پایگاه‌های داده، نامه‌های تایپ شده و فکس‌ها با ایمیل و کتاب‌های مرجع با اینترنت، از بین می‌رود. قانون امضای الکترونیکی (E-Sign Act) مصوب سال ۲۰۰۰ در ایالات متحده، مقرر داشت که نمی‌توان سندی را بر اساس امضای الکترونیکی رد کرد و همه شرکت‌ها را ملزم به پذیرش امضاهای دیجیتال روی اسناد کرد. بسیاری از سیستم‌های مدیریت اسناد، قابلیت خواندن اسناد از طریق تشخیص نوری کاراکتر و استفاده از آن داده‌ها را در چارچوب سیستم مدیریت اسناد دارند. اگرچه این فناوری برای دستیابی به یک دفتر بدون کاغذ ضروری است اما به فرآیندهایی که در وهله اول کاغذ تولید می‌کنند، نمی‌پردازد.

## ایمن‌سازی و ردیابی اسناد
با گسترش آگاهی از سرقت هویت و نقض داده‌ها، قوانین و مقررات جدیدی وضع شد که شرکت‌هایی را که اطلاعات شخصی قابل شناسایی را مدیریت یا ذخیره می‌کنند، ملزم به مراقبت مناسب از این اسناد می‌کرد. برخی معتقدند که سیستم‌های اداری بدون کاغذ، ایمن‌سازی آسان‌تری نسبت به کابینت‌های بایگانی سنتی دارند، زیرا دسترسی‌های فردی به هر سند قابل ردیابی است.

## ذخیره‌سازی بایگانی
برای بحث در مورد مسائل مربوط به ذخیره‌سازی بایگانی سوابق دیجیتالی، به بخش حفاظت دیجیتال مراجعه کنید.

## برای مطالعهٔ بیشتر
- Sellen, Abigail J.; Harper, Richard H. R. (2001), The Myth of the Paperless Office, Cambridge, Massachusetts, United States: The MIT Press, ISBN 0-262-19464-3 - discusses limitations of the paperless office, and the valuable role paper can play for knowledge workers.
- Gladwell, Malcolm (2002-03-25), "The Social Life of Paper", The New Yorker